# نظام اقتصاد جهانی
نظام اقتصاد جهانی به چهارچوبی از توافقات قانونی، موسسات و همچنین کارگزاران اقتصادی گفته می‌شود که به منظور سرمایه گذاری و انجام مبادلات اقتصادی سعی در تسهیل جریان سرمایه‌های پولی در سطح جهانی را دارند. این سیستم در اواخر قرن نوزدهم میلادی و در رابطه با جهانی سازی اقتصاد پیدایش یافت. روند تکاملی این سیستم با تأسیس بانک‌های مرکزی، معاهدات چندجانبه و سازمان‌های دولتی بین‌المللی صورت گرفت. در اواخر قرن نوزدهم میلادی، افزایش مهاجرت جهانی و تکنولوژی‌های ارتباطی به رشد بی‌سابقه در مبادلات و سرمایه‌گذاری جهانی منجر گردید. با شروع جنگ جهانی اول و به دلیل عدم نقدینگی در بازارهای پول، مبادلات اقتصادی در بازارهای خارجی فلج شد. کشورها به دنبال سیاست‌های حفاظتی در مقابل شوک‌های خارجی بودند و تجارت جهانی در سال ۱۹۳۳ میلادی رسماً متوقف شد. این عامل باعث وخیم تر شدن اثرات رکود بزرگ در سطح جهانی شد تا در نهایت سلسله‌ای از قراردادهای تجارت دوجانبه رفته رفته تعرفه‌های گمرکی برای تجارت جهانی را کاهش داد. تلاشهایی که بعد از جنگ جهانی دوم در راستای احیای سیستم تجارت بین‌المللی صورت گرفت، به تقویت اقتصاد جهانی و ثبات نرخ مبادله ارز منجر گردید.
افت ارزش واحد پول در بسیاری از کشورها و همچنین بحران نفت در دهه ۷۰ میلادی، باعث شد که اغلب کشورها واحد پول خود را به صورت شناور درآورند. اقتصاد جهانی در دهه‌های ۸۰ و ۹۰ میلادی بیش از پیش درهم‌تنیده شد که از جمله دلایل آن می‌توان به آزادسازی حساب سرمایه و عدم کنترل اقتصاد توسط حکومت‌ها اشاره کرد. سرمایه‌های فرار یکی از اثرات درهم‌تنیدگی اقتصاد است؛ که به عنوان مثال دنباله‌ای از بحران‌های اقتصادی در اروپا، آسیا و آمریکای لاتبن از جمله اثرات آن در گذشته بوده است. مثال‌های دیگری نیز در این زمینه وجود دارد. بحران اقتصاد جهانی که به عنوان کاتالیست سکون بزرگ شناخته می‌شود، در سال ۲۰۰۷ میلادی از ایالات متحده آمریکا آغاز شد و به سرعت به دیگر کشورها سرایت کرد. تنظیم بازار یونان در سال ۲۰۰۹ میلادی با وحدت پولی این کشور هماهنگ نبود و این کار بحران بدهی عمیقی در کشورهای اروپایی پدید آورد که به نام بحران مالی منطقه یورو شناخته می‌شود.